# Volkswagen Virtus

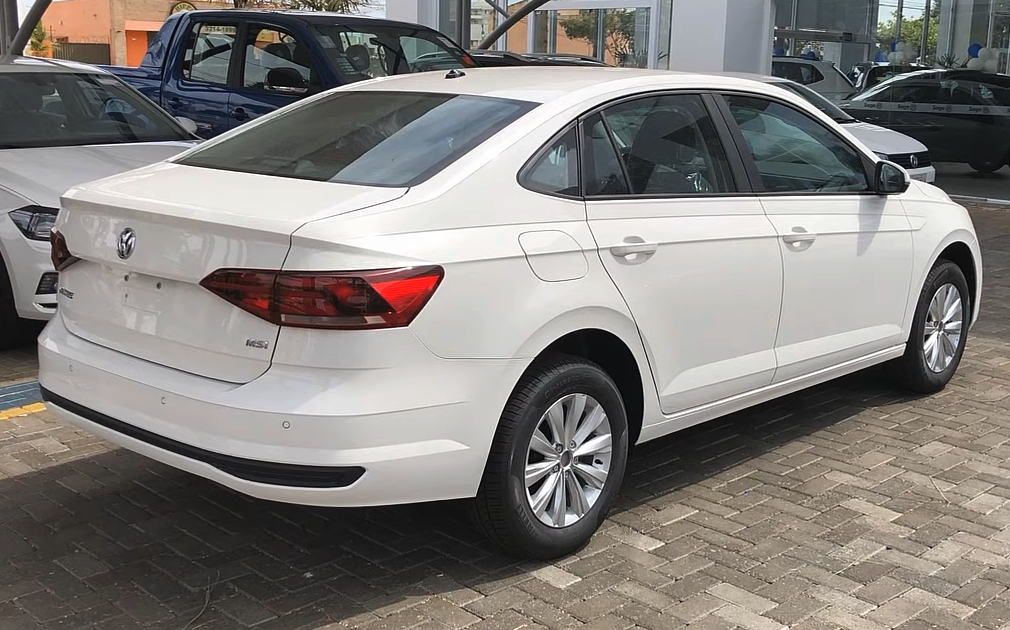
Volkswagen Virtus MSI (вид сзади)

Volkswagen Virtus — субкомпактный автомобиль немецкого автоконцерна Volkswagen, находящийся в производстве с 2018 года.

## История
Впервые автомобиль Volkswagen Virtus был представлен в Бразилии 16 ноября 2017 года. Представляет собой автомобиль, очень похожий на Volkswagen Polo Sedan, но с современной отделкой и комфортабельным салоном.
С февраля 2018 года автомобиль производится в Аргентине, с августа 2019 года — в Мексике, с 8 марта 2022 года — в Индии под названием Škoda Slavia.

## Технические характеристики

### Бразилия
| Бензиновые двигатели внутреннего сгорания | Бензиновые двигатели внутреннего сгорания | Бензиновые двигатели внутреннего сгорания | Бензиновые двигатели внутреннего сгорания | Бензиновые двигатели внутреннего сгорания |
| Модель                                    | Объём                                     | Мощность                                  | Крутящий момент                           | Трансмиссия                               |
| ----------------------------------------- | ----------------------------------------- | ----------------------------------------- | ----------------------------------------- | ----------------------------------------- |
| 1.0 200 TSI                               | 999 см3 (I3)                              | 118 л. с.                                 | 200 Н*м                                   | 6-скор. МКПП 6-скор. АКПП                 |
| 1.0 200 TSI                               | 999 см3 (I3)                              | 130 л. с. (этанол)                        | 200 Н*м                                   | 6-скор. МКПП 6-скор. АКПП                 |
| 1.4 250 TSI                               | 1395 см3 (I4)                             | 150 л. с.                                 | 250 Н*м                                   | 6-скор. АКПП                              |
| 1.6 MSI                                   | 1598 см3 (I4)                             | 110 л. с.                                 | 155 Н*м                                   | 5-скор. МКПП 6-скор. АКПП                 |

### Индия
| Бензиновые двигатели внутреннего сгорания | Бензиновые двигатели внутреннего сгорания | Бензиновые двигатели внутреннего сгорания | Бензиновые двигатели внутреннего сгорания | Бензиновые двигатели внутреннего сгорания |
| Модель                                    | Объём                                     | Мощность                                  | Крутящий момент                           | Трансмиссия                               |
| ----------------------------------------- | ----------------------------------------- | ----------------------------------------- | ----------------------------------------- | ----------------------------------------- |
| 1.0 TSI                                   | 999 см3 (I3)                              | 115 л. с.                                 | 175 Н*м                                   | 6-скор. МКПП 6-скор. АКПП                 |
| 1.5 TSI                                   | 1498 см3 (I4)                             | 150 л. с.                                 | 250 Н*м                                   | 6-скор. МКПП 7-скор. DSG                  |

## Продажи
| Год  | Бразилия | Мексика |
| ---- | -------- | ------- |
| 2018 | 41640    |         |
| 2019 | 46883    | 4898    |
| 2020 | 30886    | 6769    |
| 2021 | 20571    | 8552    |